# Grammotaulius lorettae
Grammotaulius lorettae är en nattsländeart som beskrevs av Donald G. Denning 1941. Grammotaulius lorettae ingår i släktet Grammotaulius och familjen husmasknattsländor. Inga underarter finns listade i Catalogue of Life.